# Solenoptera thomae
Solenoptera thomae är en skalbaggsart som först beskrevs av Carl von Linné 1767.  Solenoptera thomae ingår i släktet Solenoptera och familjen långhorningar.
Artens utbredningsområde är Guadeloupe. Inga underarter finns listade i Catalogue of Life.